# Margareta Arvidsson
Margareta Arvidsson (2 de octubre de 1947) es una actriz, modelo y reina de belleza sueca, que fue coronada como Miss Universo en 1966 a los 18 años de edad. Representó a Vänersborg en el concurso de belleza de Miss Suecia en 1966. Fue la segunda sueca en ganar la corona, 11 años después de Hillevi Rombin.
También ganó el título de Miss Fotogénica en el 15.º Concurso Anual de Miss Universo, que tuvo lugar en Miami Beach, Florida, culminando con su coronación el 16 de julio de 1966.
Después de su reinado como Miss Universo, se convirtió en modelo para la Agencia Ford de Modelos y tuvo un gran éxito como modelo internacional. Margareta también apareció en películas y en actuaciones de teatro. Estuvo casada durante nueve años con el fallecido fotógrafo brasileño, Otto Stupakoff, con quien tuvo dos hijos.
En marzo de 1999, fue la invitada de honor en el 50.º aniversario del concurso de belleza de Miss Suecia.